# Государственный музей литературы имени Алишера Навои
Государственный музей литературы имени Алишера Навои — музей в Ташкенте, крупный научно-исследовательский центр и просветительское учреждение. Основная деятельность музея заключается в исследовании памятников узбекской литературы.

## История
Музей литературы имени Алишера Навои был основан в 1939 году в честь 500-летия со дня рождения Алишера Навои. В 1958 году музей был передан под руководство Институту языка и литературы Академии наук Узбекской ССР. 18 ноября 1967 по постановлению Совета министров УзССР музей получил статус научно-просветительского учреждения Академии наук Узбекской ССР. В 1976 году был основан Институт рукописей при Государственном музее литературы имени Алишера Навои. 13 сентября 1989 года музей стал научно-культурным учреждением. 31 мая 1991 года Институт рукописей был отделён от музея.

## Экспозиция
Экспозиция музея состоит из более чем 17 000 произведений искусства и 65 000 литографических книг.